# Klaas Dijkhoff

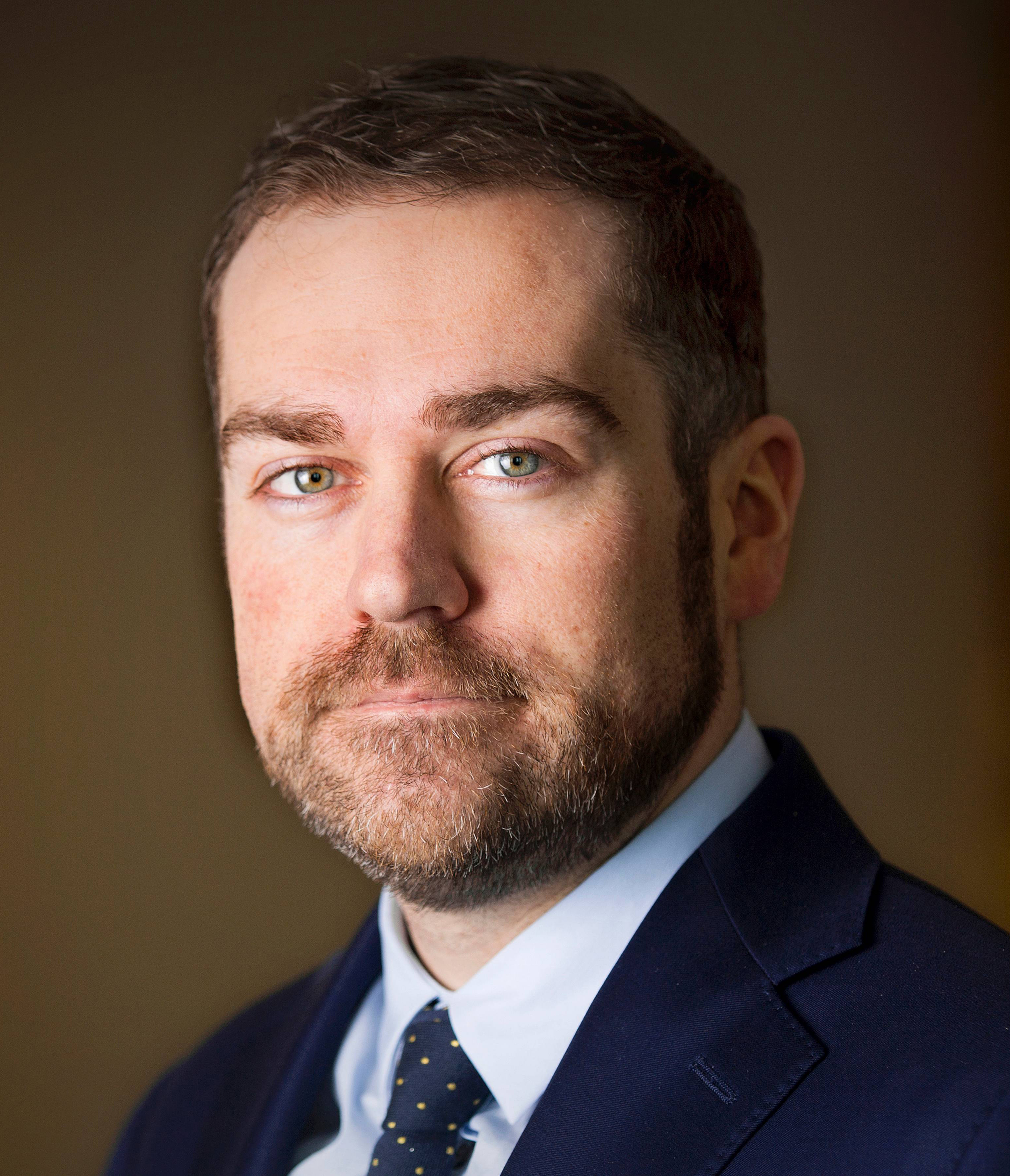
Klaas Dijkhoff (2015)

Klaas Henricus Dominicus Maria Dijkhoff (* 13. Januar 1981 in Soltau, Deutschland) ist ein niederländischer Politiker der VVD. Seit dem 23. März 2017 ist er Mitglied der Zweiten Kammer und seit dem 26. Oktober 2017 Fraktionsvorsitzender.

## Leben
Dijkhoff studierte Jura mit dem Schwerpunkt internationales Recht an der Universität Tilburg. Nach seinem Studium war Dijkhoff seit 2004 zunächst als Projektleiter beim Europäischen System zur Übertragung und Akkumulierung von Studienleistungen (ECTS) tätig. Seit 2005 lehrte er Recht, Rhetorik und Politische Theorie an der Universität Tilburg, wo er 2010 zum Thema „Recht, Krieg und Technologie“ promovierte. Von 2009 bis 2010 lehrte er außerdem Recht an der Fachhochschule InHolland.
Von 2010 bis 2013 war Dijkhoff VVD-Fraktionsvorsitzender des Gemeinderates von Breda.
Seit dem 17. Juni 2010 gehörte er für die rechtsliberale VVD der Zweiten Kammer der Generalstaaten an. Als Abgeordneter war er unter anderem Sprecher für Cybersicherheit, Nachrichtendienste, Terrorismus und Fußballvandalismus.
Im Kabinett Rutte II war er von 2015 bis 2017 Staatssekretär für Sicherheit und Justiz und nach dem Rücktritt von Jeanine Hennis-Plasschaert kurzzeitig Verteidigungsminister.